# Sils (Hiszpania)
Sils – gmina w Hiszpanii, w prowincji Girona, w Katalonii, o powierzchni 30,05 km². W 2011 roku gmina liczyła 5702 mieszkańców.